# Zaposjedanje Bosne i Hercegovine 1878.
Austro-ugarsko zaposjedanje Bosne i Hercegovine, dotad osmanskog Bosanskog pašaluka, bilo je rezultat dogovora na Berlinskom kongresu 1878. godine. Velike europske sile su dale mandat Austro-Ugarskoj da uđe s vojskom u Bosnu i Hercegovinu, pod izgovorom da tamo uspostavi mir i red. Austro-ugarska 2. vojska na čelu s generalom Josipom Filipovićem, sastavljena uglavnom od Hrvata, Slovenaca, Srba te drugih slavenskih naroda Monarhije, potkraj srpnja iste godine prešla je granicu i ušla u BiH. Iako su u Beču očekivali da će operacija proći bez većih borbi, okupaciji se žestoko oduprlo muslimansko i pravoslavno pučanstvo, koje se odupiralo 3 mjeseca te je Austrougarskoj vojsci nanijelo nekoliko poraza. Nakon 3 mjeseca borbe Austro-Ugarska uspostavila je vojnu okupaciju na čitavom prostoru Bosanskog pašaluka, uključujući i Sandžak. Austrougarska vlast u BiH trajala je do 1918. godine.

## Pozadina
Nemogućnost osmanske vlasti da održi red i mir te vjersku snošljivost u Osmanskom Carstvu, pogotovo u Bosni i Hercegovini, dovela je do rasplamsavanja niza ustanaka u BiH u razdoblju od 1875. do 1878. Slična je situacija bila i u ostalim balkanskim predjelima Osmanskog Carstva. Stoga je po završetku rusko-turskoga rata, u lipnju 1878. održan Berlinski kongres na kojem je raspravljano o tzv. Istočnom pitanju. Austro-Ugarska je pokazivala zauzimanje za zaposjedanje BiH zbog zemljopisnog položaja i zaštite Dalmacije, pogotovo Boke kotorske, kao i slabljenja utjecaja Srbije na južne Slavene te sprječavanja ruskog prodora na europski jugoistok. No, poneki - pogotovo ugarski -  političari smatrali su da je problematično pod vlast Monarhije dovesti još milijun južnih Slavena. No, Monarhija je ipak smatrala da je bolje zaposjesti BiH te je člankom 25. Berlinskog sporazuma Austro-Ugarska dobila posebna prava u Bosanskom pašaluku i Novopazarskom sandžaku. Donesena je odluka da će Bosnu i Hercegovinu, koja će formalno ostati pod turskim vrhovništvom, zauzeti Austro-Ugarska i dovesti pod svoju jurisdikciju. Austro-Ugarska je dobila i pravo postavljanja vojnih posada u Sandžaku te održavanja i posjedovanja vojnih i opskrbnih puteva u cijelom Sandžaku. Monarhija je iskoristila svoj mandat, preuzimajući upravu nad BiH te održavajući vojne posade u Sandžaku zajedno s osmanskim postrojbama.
Berlinskom kongresu prethodio je tajni sporazum iz 1877., kojim je carska Rusija dala odriješene ruke Austro-Ugarskoj za zaposjedanje BiH. Ugovor je sklopljen uoči pripremanog ruskog rata protiv Turske, gdje je Austro-Ugarska imala ostati neutralna i opstruirati svaku moguću inozemnu intervenciju protiv Rusije, da se ne bi ponovio scenarij iz Krimskog rata.
Austro-ugarski ministar vanjskih poslova, Gyula Andrássy, smatrao je vojnu kampanju sasvim jednostavnom, govorio je o "šetnji s limenom glazbom."

## Suprotstavljene snage

### Austro-ugarska
Do kraja lipnja austro-ugarska vojska je provela masovnu mobilizaciju pojedinih zborova, tako da je imala 82.113 vojnika, 13.313 konja i 112 topa u VI, VII, XX, XIII. i XVIII zboru. Glavni zapovjednik operacije bio je Josip Filipović. XIII. hrvatsko-slavonski korpus bio je pod zapovjedništvom Stjepana Jovanovića, dok je zapovjednik snaga u Dalmaciji bio Gabrijel Rodić. Brodovima je u Dalmaciju Austro-Ugarska prevezla 72.000 vojnika, 8000 konja i 9000 tona ratnog materijala. Austro-ugarska ratna mornarica bila je raspoređena u Dubrovniku, Pločama, Metkoviću, Makarskoj i Kotoru. Brodovima je vršen prijevoz ranjenika i materijala i po Neretvi.
U okupaciji BiH c. i kr. domobranske postrojbe iz Dalmacije sudjelovale su s dvije bojne, a kr. hrvatsko-ugarske domobranstvo iz Hrvatske i Slavonije sa šest. 20. kolovoza 1878. U Dalmaciji je provedena potpuna mobilizacija, te je u zaposjedanje BiH, pokrenuto 9400 ljudi u okviru posadne vojske, a u sklopu XVIII. divizijuna 17.080 ljudi iz Dalmacije.  Tom su prilikom gotovi svi sposobni bili pozvani u vojsku.

### Osmanske i druge parapostrojbe
Osmanske posade u BiH sastojale su se od oko 40.000 vojnika i 77 topova, te je broj vojnika zajedno sa slabo organiziranim muslimanskim i pravoslavnim parapostrojbama, koje je vodio sarajevski agitator Hadži Lojo, narastao na 93.000 vojnika. Od toga su u Hercegovini bile raspoređene tri bojne stalne osmanske vojske (jedna bojna brojila je oko 500-700 ljudi), tri i pol bojne pričuve (jedna bojna pričuvnog sastava brojila je oko 1000-1100 ljudi) i sedam i pol bojni mustahfiza (jedna bojna mustahfiza, tj. domobrana, brojila je oko 1200-1600 ljudi). Vrhovni zapovjednik turskih četa u Sarajevu bio je Ismet paša. Turske postrojbe, prema Berlinskom sporazumu, nisu se trebali opirati austro-ugarskom zaposjedanju. No, sarajevski agitator Salih Vilajetović, poznat i kao Hadži Lojo, digao je muslimane na ustanak te su zauzeli lokalne vojarne i razdijelili oružje. Ustanicima su se pridružili i osmanski vojnici. Otpor muslimanskog stanovništva mogao se i očekivati, jer bi austro-ugarskom okupacijom oni izgubili privilegirani položaj koji su dotad imali temeljem svoje vjerske pripadnosti.

## Tijek kampanje
Austro-ugarske postrojbe okupljale su se uz Savu i u Dalmatinskoj zagori, uz granicu s BiH. Zagrebački XIII. zbor bio je raspoređen u Posavini i činio je glavninu snaga. Osječka 7. divizija prešla je Savu kod Kostajnice i Stare Gradiške. 20. divizija prešla je Savu kod Šamca i Slavonskog Broda 28. srpnja, a 18. divizija 1. kolovoza. Glavne austrijske snage, tzv. "okupacijske snage" od 9400 vojnika, u sklopu kojih je bio i XIII zbor pod zapovjedništvom baruna Josipa Filipovića, nakon prijelaza Save su brzo prodrle kroz sjevernu Bosnu, osvojivši Banju Luku, te napredujući uz Vrbas, i Maglaj i Jajce. Kod Maglaja postrojba husara je upala u zasjedu 3. kolovoza, zbog čega je Filipović uveo prijeki sud za lokalno stanovništvo. 7. kolovoza kod Jajca odigrala se bitka u kojoj je izbačeno iz stroja oko 600 austrougarskih vojnika.
Od prijelaza granice kod Vrgorca 31. srpnja postrojbe pod zapovjedništvom podmaršala Stjepana Jovanovića objedinjene u 18. diviziju počele su nadirati iz Dalmacije. Ljubuški i Posušje osvojeni su bez većeg otpora. Mostar je osvojen 5. kolovoza, a Stolac 11. kolovoza; no, nova austro-ugarska posada u Stocu ubrzo je ospjednuta od strane osmanskih snaga te je opsada morala biti razbijena žestokim sukobom. Veće bitke zbog žestokog otpora muslimanskog i pravoslavnog stanovništva odigrale su se i kod Čitluka i Klobuka. Kod Ravnica u Hercegovini poginulo je 70 ugarskih vojnika i časnika te su zbog tolikih gubitaka ubrzo mobilizirani i 3., 4. i 5. zbor. XIII zagrebački zbor je u dvije kolone nastupao preko Zenice i Viteza prema Sarajevu. Nakon bitke kod Viteza 16. kolovoza u srednjoj Bosni u kojoj su presudno porazile vojsku bosanskih Muslimana, Filipovićeve postrojbe 19. kolovoza su zauzele Sarajevo u kojemu je pružen žestok otpor domaćeg muslimanskog stanovništva. U gradu je bilo i uličnih borbi. Pobunjenici su se zabarikadirali u kuće i pucali s krovova. Prema Filipovićevim tvrdnjama, u tim radnjama sudjelovale su i žene. Austrougarska strana imala je 57 mrtvih i 314 ranjenih od 13.000 vojnika u bitci za Sarajevo. Gubitci pobunjenika procijenjeni su na tristotinjak, što nije uključivalo civile. Nakon zaposjedanja Sarajeva, uslijedila su i smaknuća pojedinih pobunjenika. Neki su se povukli u šume i planine u okolici i otamo pružali otpor još nekoliko tjedana. Hadži Lojo predao se 37. c. i kr. ugarskoj pješačkoj pukovniji 3. listopada pokraj Rakitnice. Prvotno je osuđen na smrt, no kasnije je kazna preinačena u petogodišnji zatvor.
Kraljevsko hrvatsko domobranstvo stavljeno je "na ratnu nogu" - u stanje pripravnosti 20. kolovoza. 43. pj. domobranska brigada s ukupno 6.144 ljudi pod zapovjednikom Milanom pl. Musulinom poslana je u Donji Lapac, na granicu prema BiH i u tvrđave, kako bi bili podrška redovnoj vojsci u napadnim operacijama. Musulinu su se 22. rujna 1878. predstavila desetorica begova iz Cazinske krajine, koji su mu se predali izjavom vjernosti:
Kad je Austro-Ugarska zaposjedala BiH, dio muslimana bio je za to da ako ne može ostati Turska, neka dođe za vlast druga velesila. U narodu je bila i protivna struja koja je htjela i radila da stvari ostanu po starom i braniti domovinu od svakog napadača, koji bi pošao na Bosnu. Uz ovu struju pristali su mnogi muslimani. Austrijska carska vojska je napredovala u zaposjedanju BiH i naselja u Bosni redom su padala.
No, pojedini džepovi otpora su bili izuzetno ustrajni. Među zadnjima su ostali Tuzla i Zvornik. Tuzla je pala nakon duge borbe. Velika se bitka odvila kod Tuzle. Zvornik se bez oružja i bez otpora predao pet dana poslije zauzimanja Tuzle. Nakon intervencija III i IV zbora i žestokih okršaja na planini Majevici, Tuzla je zauzeta 22. rujna. Livno je zauzeto tek 28. rujna, i to pomoću postrojbi iz Dalmacije, dok je glavnu operaciju izvela osječka 7. pješačka divizija. Najteže borbe bile su oko Kluga, Šuice i Han Prologa. Muslimanski borci raspolagali su s 3000 vojnika i 14 topova, koje su opsluživali preostali osmanski vojnici. Austro-ugarske postrojbe okružile su Livno i opsjele ga 26. rujna, a nakon dva dana teških borbi grad je zauzet. Utvrda Velika Kladuša predala se 20. listopada.
Udarne snage su napredovanjem kroz Hercegovinu i Novopazarski sandžak zauzele cijelu Bosnu i Hercegovinu do sredine listopada. Osvajanje BiH je trajalo manje od tri mjeseca, tijekom kojih su ukupni gubitci austrijskih postrojbi iznosili 946 poginulih i 3.980 ranjenih vojnika. Sav otpor bio je slomljen nakon dodatna tri tjedna po obustavi operacija.

## Posljedice

### Gubitci
Ukupni austro-ugarski gubitci iznosili su preko 5.000 mrtvih i ranjenih - 946 mrtvih i 3.980 ranjenih. Iz Dalmacije poginulo je 118, ranjeno 403 i nestalo 132 vojnika. Neočekivana žestina kampanje dovela do međusobnih optužbi vojnog i političkog vrha Monarhije. Kritički intoniran članak u budimpeštanskom Pester Lloydu bio je cenzuriran na nalog cara i kralja Franje Josipa.

### Geopolitički odnosi
| Karikatura iz francuskog časopisa Le Petit Journal: Bugarski kralj Ferdinand proglašava Bugarsku nezavisnom, Franjo Josip I. uzima BiH, dok sultan Abdul Hamid II bespomoćno gleda. |  | Karikatura iz francuskog časopisa Le Petit Journal: Bugarski kralj Ferdinand proglašava Bugarsku nezavisnom, Franjo Josip I. uzima BiH, dok sultan Abdul Hamid II bespomoćno gleda. |
| Karikatura iz francuskog časopisa Le Petit Journal: Bugarski kralj Ferdinand proglašava Bugarsku nezavisnom, Franjo Josip I. uzima BiH, dok sultan Abdul Hamid II bespomoćno gleda. |  | "Bogu hvala, sad je samo naša!", karikatura iz bečkog lista Kikeriki, 1908. U Austriji je bilo i glasnog otpora pripajanju BiH, na koju se gledalo kao na teret.                    |

Zbog dogovora na Berlinskom kongresu o zadržavanju formalne vrhovne sultanove vlasti, ali i zbog dualističkog ustroja Monarhije, Bosna i Hercegovina nije pripojena niti austrijskom niti ugarskom dijelu nego je nad njom uspostavljena zajednička vlast, kondominij. Nova vlast je pretvorila Bosnu i Hercegovinu u protektorat. Austro-ugarskim protektoratom nad BiH nastojala se riješiti velika istočna kriza, međutim, to nije bilo pravo rješenje, nego uzrok novih međunarodnih komplikacija, koje će dovesti do aneksije tih pokrajina u sastav Austro-Ugarske 1908. godine i tzv. aneksijske krize iste godine, a, neizravno, i do povoda Prvog svjetskog rata.
Zaposjedanje Bosne i Hercegovine, u Hrvatskoj dočekano s oduševljenjem, dovelo je do službenog zahtjeva Hrvatskog sabora caru za pripajanje BiH Trojednoj Kraljevini, jer su 1527. Habsburgovci, stupajući na hrvatsko prijestolje, obećali sve zemlje oslobođene od Osmanlija uključiti u sastav Kraljevine Hrvatske. Iako je taj zahtjev odbačen, nova situacija dovela je do ukidanja Vojne krajine 1881., koja je izgubila svoj smisao, i njenog uključivanja u Trojednicu. Mnoge pogranične utvrde prema BiH su napuštene i razorene ili ostavljene propadanju. Dalmacija je dobila prirodno gospodarsko zaleđe, iako su prometnice ostale iznimno loše, te se stoga nije odigrao gospodarski napredak kakav se priželjkivao. Različite reakcije na zaposjedanje označile su razlaz Hrvata i Srba u Dalmaciji sve do politike novog kursa tridesetak godina kasnije.

### Društvo i gospodarstvo
U Sarajevo, Tuzlu, Banju Luku, Mostar, poslani su stručnjaci uglavnom iz Hrvatske, Česke, Poljske, Slovenije i drugih slavenskih zemalja, koji su znali jezik. Za prvog guvernera BiH postavljen je hrvatski general austro-ugarske vojske,  Josip Filipović, ali je uskoro smijenjen po nalogu iz Budimpešte. Ubrzo nakon zaposjedanja došlo je do kratkotrajnog vala iseljavanja protivnika okupacije, mahom muslimana. 
Muslimani su se masovno iseljavali u pravcu Sandžaka, Albanije i Turske.
No, uskoro je uspostavljeno stanje razmjerne sigurnosti te je pokrenut niz društvenih i gospodarskih reformi kako bi BiH postala "model-kolonija". Monarhija je modernizirala zakone, upravu i BiH uopće. Nova austro-ugarska vlast naselila je u Bosnu i Hercegovinu i Nijemce koji dolaze kao stručnjaci za otvaranje rudnika, izgradnju željeznica i cesta. U 40 godina, nova je vlast znatno gospodarski podigla Bosnu i Hercegovinu, ali nije riješila agrarno pitanje, jer se bojala oduzeti zemlju muslimanskom plemstvu na koje se oslanjala.
Protiv nove uprave ustali su opet Srbi u Hercegovini 1881. i 1882., ali je pobuna ugušena vojno. Nezadovoljni bosanskohercegovački Srbi nastojali su BiH, uz potporu pravoslavne Rusije, pripojiti Srbiji i Crnoj Gori. Potkraj 19. stoljeća počinje u Bosni i Hercegovini političko okupljanje na vjerskoj i nacionalnoj osnovi. Muslimani i pravoslavni Srbi se bore za svoju vjersku i školsku autonomiju. Bosanskohercegovački Srbi sve se više povezuju sa Srbima iz Srbije i Vojvodine, a tamošnji Hrvati s Hrvatima iz Hrvatske, tj. Dalmacije i Slavonije.
Zaposjedanjem su u posjed Austro-Ugarske došla prirodna bogatstva Bosne i Hercegovine. Šumarstvo i šumarska služba organizirano je na novi način. Cilj je bila brza i intenzivna eksploatacija šuma. Inozemna poduzeća sa Zemaljskom vladom BiH sklapala su dugoročne ugovore, na slobodnoj pogodbi. Inozemne građevinske tvrtke počele su gradnju željezničkih pruga Dobrljin-Banja Luka (1872.g.), Bosanski Brod – Sarajevo (1879./82. g.), Sarajevo – Metković (1885./91.), Lašva – Travnik – Bugojno – Donji Vakuf (1893./95.g.), Zavidovići – Olovo – Han Pijesak – Kusaće (1901./02.g.), Sarajevo – Uvac (1901./06.g.) itd., zbog čega je trebalo mnogo drvne građe za željezničke pragove. Sječene su šume u predjelima Grmeč, Crna gora, Šator, Vijenac, Risovac, Plješevica, Pastrijevo, Šiša, Palež, Čemernica i Manjača u zapadnom dijeli BiH zatim Prosara, Motajica, Vučjak, Ozren, Konjuh, Usora, Nemila, Igman, Ivan Bitovnja, Donja Prača i druge u sjevernom i središnjem dijelu Bosne.

### Odraz u umjetnosti
Zaposjedanje BiH i svjedočanstva iz toga vremena zapisao je Eugen Kumičić u svojoj povijesnoj pripovijetci Pod puškom. Radnja novele Josipa Kozarca Tena odvija se za vrijeme grupiranja austro-ugarskih snaga u Slavoniji zbog priprema za prijelaz Save, kao i same akcije. Tena se zaljubi u češkog vodnika Jaroslava Beraneka, koji se iz operacije vrati bez desne ruke.
Hrvatski slikar Ferdinand Quiquerez prikazao je na svojoj oleografiji ulazak Filipovićeve vojske u Bosnu kod Broda.

## Ostavština
- U Kiseljaku je 1904. postavljen spomenik poginulim austro-ugarskim vojnicima u Parku generala Filipovića. Uklonjen nakon Drugog svjetskog rata, vraćen je na svoje mjesto 2016.[37]
- U vojno-povijesnom muzeju u Beču jedna soba stalnog postava posvećena je zaposjedanju BiH 1878. te se mogu razgledati osobni predmeti generala Filipovića, zastave muslimanskih pobunjenika te zaplijenjeno osmansko oružje.

## Vanjske poveznice
- Internet Archive Mihovil Mandić: Povijest okupacije BiH 1878., Zagreb: Matica hrvatska, 1910.